# Wacław Kisielewski
Wacław Kisielewski, né le 12 février 1943 à Varsovie, mort le 12 juillet 1986 à Wyszków dans un accident de voiture, est un pianiste polonais qui, avec Marek Tomaszewski, formait le duo de piano Marek & Wacek (Marek & Vacek).
Il est le fils du compositeur polonais Stefan Kisielewski.

## Discographie
- Prząśniczka, Wacław Kisielewski ;  Marek Tomaszewski, Varsovie : Pomaton/EMI, 2002. (OCLC 62402024)
- Live Marek & Vacek, Marek Tomaszewski ;  Wacław Kisielewski, Pologne : Niepokonani, 2001. (OCLC 50008097)
- Marek & Wacek play favourite melodies, Marek Tomaszewski ;  Wacław Kisielewski, Pologne : Polskie Nagrania Muza, 1994. (OCLC 50008036)
- Marek & Vacek concert hits I & II., Marek Tomaszewski ;  Wacław Kisielewski, RFA : EMI, (OCLC 39312113)
- Marek & Vacek '84, Marek Tomaszewski ;  Wacław Kisielewski, Allemagne : Intercord, 1984. (OCLC 44635323)
- Piano firework, Marek Tomaszewski ;  Wacław Kisielewski, Hambourg : Polydor, 1969. (OCLC 56828999)